# خاندان‌های ژاپنی
خاندان‌های ژاپنی به نام‌های خاندان‌های دوران باستان ژاپن اشاره دارد که اوجی (خاندان) (氏 名) یا هون‌سی نیز نامیده می‌شوند.

### خاندان امپراتور
- دودمان یاماتو

### چهار خاندان اشرافی
- خاندان میناموتو
- خاندان تایرا
- خاندان فوجیوارا
- خاندان تاچیبانا